# Sveriges folkräkning 1910
Sveriges folkräkning 1910 var den sjätte folkräkningen i Sverige sedan grundandet av Statistiska centralbyrån. Folkräkningen registrerade 5 522 403 invånare, varav 2 698 729 män och 2 823 674 kvinnor.